# سیارک ۳۳۰۰
سیارک ۳۳۰۰ (به انگلیسی: 3300 McGlasson، نامگذاری:1928NA) سه هزار و سیصدمین سیارک کشف شده‌است که در ۱۰ ژوئیه ۱۹۲۸ کشف شد.
قدر مطلق سیارک برابر ۱۰٫۴۰ است.